# ورزشگاه د لا کاندومینا
 ورزشگاه د لا کاندومینا یک ورزشگاه چند منظوره است ورزشگاه در مورسیا ، اسپانیا است. این ورزشگاه ۶.۵۰۰ نفره است و در حال حاضر بیشتر برای مسابقات فوتبال و کنسرت های موسیقی مورد استفاده قرار می گیرد. 

## تاریخچه
ورزشگاه د لا کاندومینا در سال ۱۹۲۴ با ظرفیت اولیه ۱۶.۸۰۰ تماشاگر ساخته شد. 
رئال مورسیا قبل از انتقال ورزشگاه نوووا کاندومینا در اکتبر ۲۰۰۶ به مدت بیش از ۸۰ سال در ورزشگاه د لا کاندومینا بازی کرد. 
در سال ۱۹۹۵، رئال مورسیا برای حل مشکلات مالی این باشگاه ورزشگاه را به شهربازی فروخت. 
به دلیل خطر فروپاشی غرفه های مختلف ، ورزشگاه د لا کاندومینا فقط مجاز به میزبانی ۴.۵۰۰ تماشاگر بود ،  تا سال ۲۰۱۶، زمانی که اوکام مورسیا به سگوندا دیویسیون ارتقا پیدا کرد و برای تأمین نیازهای LFP ، بودجه ساخت این ورزشگاه را تأمین کرد. د لا کاندومینا در حال حاضر ظرفیت ۶.۵۰۰ صندلی دارد. 